# Joseph Trần Xuân Tiếu
Joseph Trần Xuân Tiếu (ur. 20 sierpnia 1945 w Phú Ốc, zm. 7 stycznia 2025 w Long Xuyên) – wietnamski duchowny rzymskokatolicki, w latach 2003–2019 biskup Long Xuyên.